# 隱板層孔蟲
隱板層孔蟲（學名：Cryptophragmus），又名隱層孔蟲、隱柵蟲，是一屬已滅絕的層孔蟲，生存於奧陶紀，其化石主要分布在澳大利亞、加拿大安大略省、中國及美國喬治亞州和維吉尼亞州。

## 外部連結
- 網絡生命大百科
- . Paleobiology Database.